# 1929 na televisão

## Eventos
- 27 de junho - Primeira demonstração pública de televisão colorida por H. E. Ives e colaboradores da Bell Telephone Laboratories em Nova Iorque.

## Nascimentos

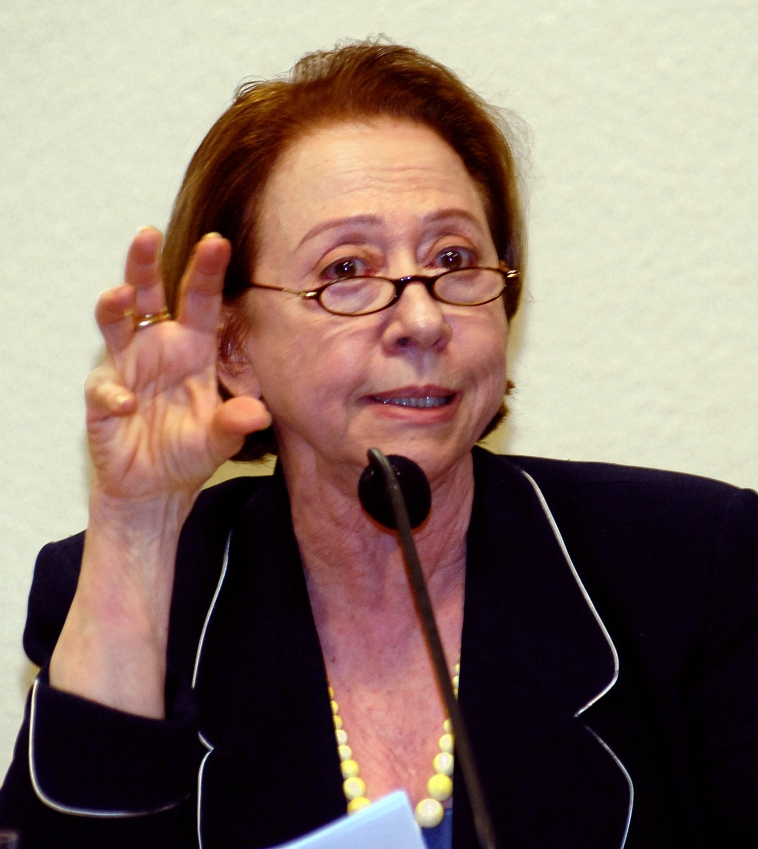
Fernanda Montenegro.

| Data            | Nome                  | Profissão                                           | Nacionalidade  | Observações | Ref    |
| --------------- | --------------------- | --------------------------------------------------- | -------------- | ----------- | ------ |
| 21 de fevereiro | Roberto Gómez Bolaños | escritor, ator, comediante, dramaturgo e compositor | México         | m. 2014     | [ 1 ]  |
| 8 de março      | Hebe Camargo          | apresentadora de TV e cantora                       | Brasil         | m. 2012     | [ 2 ]  |
| 10 de março     | Lolita Rodrigues      | atriz e apresentadora                               | Brasil         | m. 2023     | [ 3 ]  |
| 14 de março     | José Santa Cruz       | ator, comediante e dublador                         | Brasil         | m. 2024     | [ 4 ]  |
| 25 de março     | Hélio Souto           | ator                                                | Brasil         | m. 2001     | [ 5 ]  |
| 5 de abril      | Nigel Hawthorne       | ator                                                | Inglaterra     | m. 2001     | [ 6 ]  |
| 17 de abril     | Odete Lara            | atriz                                               | Brasil         | m. 2015     | [ 7 ]  |
| 4 de maio       | Ronald Golias         | comediante e ator                                   | Brasil         | m. 2005     | [ 8 ]  |
| 17 de maio      | John Herbert          | ator, diretor e produtor                            | Brasil         | m. 2011     | [ 9 ]  |
| 17 de junho     | James Shigeta         | ator e cantor                                       | Estados Unidos | m. 2014     | [ 10 ] |
| 7 de julho      | Mário Sérgio          | ator                                                | Brasil         | m. 1981     |        |
| 29 de julho     | Cassiano Gabus Mendes | radialista e pioneiro da televisão no Brasil        | Brasil         | m. 1993     |        |
| 5 de agosto     | Nathália Timberg      | atriz                                               | Brasil         |             |        |
| 16 de outubro   | Fernanda Montenegro   | atriz                                               | Brasil         |             |        |
| 19 de outubro   | Raúl Solnado          | ator e humorista                                    | Portugal       | m. 2009     | [ 11 ] |
| 24 de outubro   | Miguel Córcega        | ator e diretor                                      | México         | m. 2008     | [ 12 ] |
| 13 de dezembro  | Christopher Plummer   | ator                                                | Canadá         | m. 2021     | [ 13 ] |

## Mortes
| Data | Nome | Profissão | Nacionalidade | Observações | Ref |
| ---- | ---- | --------- | ------------- | ----------- | --- |